# Шарлатова чума
«Шарлатова чума» — постапокаліптичний фантастичний роман, написаний Джеком Лондоном 1910 року та вперше опублікований в The London Magazine 1912 року.

## Сюжет
Історія відбувається в 2073 році, через шістдесят років після неконтрольованої епідемії «шарлатової смерті» (заголовок українською мовою походить від одної з назв червоногарячого кольору), яка знелюдила планету. Джеймс Сміт є одним з тих, хто пережив епідемію, і все ще залишається живим у районі Сан-Франциско, він подорожує зі своїми онуками Едвіном, Ху-Ху та Заячою Губою. Його онуки — юнаки, які живуть як мисливці-збирачі та скотарі у майже безлюдному світі. Їх розум обмежений, їхня англійська мова спрощена та збідніла. Едвін просить Сміта, якого вони називають «Гренсер», розповісти їм про хворобу, яку по черзі називають «шарлатовою чумою», «шарлатовою смертю» або «червоною смертю».
Сміт розповідає історію свого життя до епідемії, коли він був викладачем англійської мови. Його світ був сильно розшарованим, повнота влади належала кільком родинам капіталістів. Добробут цих родин і їх обслуги (включно з викладачами та науковцями, як Сміт) забезпечували пригноблені робітники, котрим їх оплата за працю дозволяла хіба що не помирати від голоду. У 2013 році, через рік після того, як «Морган П'ятий був призначений президентом Сполучених Штатів Радою Магнатів», з'явилася і миттєво поширилася хвороба. Зараження призводило до пришвидшеного серцебиття та гарячки, однак першим помітним симптомом було почервоніння: тіло хворого, особливо обличчя, ставало червоногарячим, далі слідували судоми, заніміння, смерть. Хвороба вбивала своїх жертв за 15—90 хв після перших симптомів. В перші дні її поширення в Лондоні тамтешній уряд цензурував новини про неї, тож людство занадто пізно почало боротьбу з хворобою.
До того, як обриваються всі комунікації з рештою світу, Сміт дізнається, що в Німеччині створена вакцина проти хвороби. Однак принаймні Сполученим Штатам вона вже не здатна допомогти. Епідемія охоплює великі міста, їх жителі в паніці тікають у передмістя та все більш віддалені території, поширюючи інфекцію. Побачивши крах порядку, що гнобив їх, пролетарі починають заворушення. Сміт описує картини епідемії та хаосу, в яких гине цивілізація. Виживальники вбивають одне одного через ресурси або ради задоволення. Він з групою колег марно намагається ізолюватись і перечекати проблему в будівлях Університету, потім вони вирушають в сільську місцевість.
На сторінках роману Джек Лондон моделює не лише злами в поведінці людей в умовах катастрофи, але й зміну ландшафтів, рослин і домашніх тварин, що під тиском природного добору повертаються до своїх первісних диких форм.
Незабаром вся група Сміта вимирає, і він залишається єдиним, хто вижив, імовірно, завдяки природному імунітету. Його супроводжують шетландський поні та дві колі, разом вони долають майже триста кілометрів на схід. І три роки Сміт самотньо живе в шикарному готелі в долині Йосеміті, де знаходить великі запаси провізії та вчиться полювати. Зрештою, туга за людьми повертає його в район Сан-Франциско, де він виявляє кількадесят вижилих, розділених на сімейні групи на чолі з бігменами. Абсолютну більшість з них складають недавні пролетарі та неосвічені фермери. На всьому західному узбережжі США відомо до чотирьохсот людей, а про решту світу нема жодних звісток. Практично всі досягнення недавньої цивілізації (включно з металургією та лічбою понад 10, наприклад), втрачені.
Сміт ностальгічно згадує про якість їжі, велелюдні міста, соціальний устрій, свою роботу та технології до чуми. Розуміючи, що його час спливає, він намагається донести цінність знань своїм онукам, попереджає щодо небезпек мракобісся. Однак вони, виховані в дикості, не виправдовують його надій. Двоє з них лише сміються зі старого, а найрозумніший з трьох планує використати знання задля залякування та підкорення інших. Сміт розмірковує вголос про цивілізаційні та космологічні проблеми, змушуючи своїх простуватих онуків гадати, що старий помалу божеволіє.

## Історія публікації

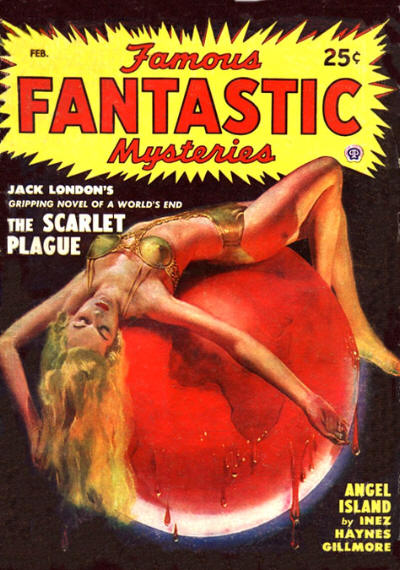
«шарлатова чума» була передрукована у лютому 1949 року у номері «Знамениті фантастичні таємниці»

Роман був написаний 1910 р., але вийшов друком лише в серії публікацій у Лондонському журналі за травень — червень 1912 р. Окремою книгою твір був надрукований Макмілланом 1915 року.
Лондон опублікував «Шарлатову чуму» на етапі кар'єри, який біографи та критики вважають «професійним занепадом» (з вересня 1912 р. по травень 1916 р.) У цей період він припинив писати коротку прозу та перейшов до більш розлогих творів, серед яких «The Abysmal Brute» (1913), «Джон Барлейкорн» (1913), «Бунт на Ельсінорі» (1914), «Міжзоряний мандрівник» (1915) тощо.
У лютому 1949 року роман передрукували в номері журналу Famous Fantastic Mysteries. Читачів вразило те, що Лондон, здається, передбачив тривоги атомної ери.
Частково Джек Лондон надихався новелою Едгара Аллана По «Маска Червоної смерті» 1842 року, хоча описані в творах хвороби мають відмінності. Історії По та Лондона належать до жанру апокаліптичної фантастики зі всесвітньою чумою, що знищує людство, інші приклади якого: «Остання людина» Мері Шеллі (1826), «Earth Abides» Джорджа Р. Стюарта (1949), «Штам Андромеди» Майкла Крайтона (1969) і «Протистояння» Стівена Кінга (1978).

## Цікавинки
З 2020 року, під час пандемії COVID-19 багато оглядачів вказали на схожість із нею описаної Лондоном хвороби та її соціальних наслідків, особливо цікаво, що на час створення книги світ не був настільки пов'язаний подорожами, як сьогодні.